# Yasmine Azaiez

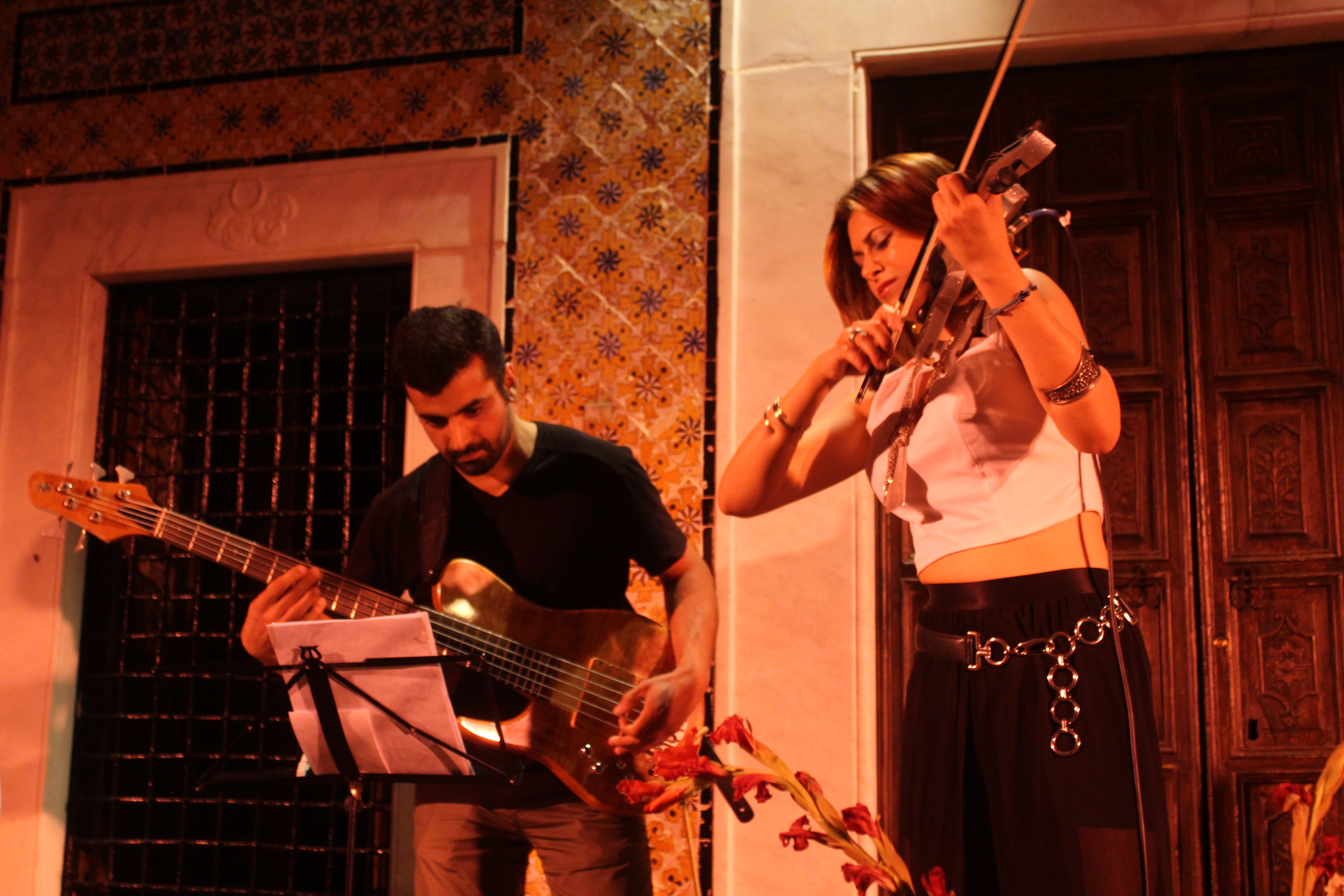
Yasmine Azaiez (2016)

Yasmine Azaiez (* 16. Oktober 1988 in London) ist eine britisch-tunesische Musikerin (Geige, Gesang), die genreübergreifend tätig ist.

## Leben und Wirken
Azaiez begann bereits im Alter von vier Jahren mit dem Geigenspiel. Mit acht Jahren wurde sie an der Yehudi Menuhin School in Surrey aufgenommen. Mit etwa elf Jahren begann sie auf der Bühne aufzutreten, und als sie siebzehn Jahre alt war, belegte sie den zweiten Platz beim Young Musician of the Year Competition in Sevenoaks. Mit 18 Jahren zog sie in die Vereinigten Staaten, um am New England Conservatory in Boston zu studieren. 2010 war sie eine von neun Finalisten beim Global Youth Violin Competition in Sydney.
Als klassische Geigerin trat Azaiez etwa mit Evgeny Kissin, Sarah Chang und András Schiff auf sowie mit der Westminster Philharmonic und dem Libanesischen Symphonieorchester. Als Improvisationsmusikerin arbeitete sie mit Naseer Shamma, mit Joe Morris, Agustí Fernández und mit Kinan Azmeh, aber auch mit Ramy Ayach, Núria Andorrà, Rami Khalifa, Anthony Coleman (The End of Summer) und Cory Pesaturo. Sie legte im Bereich des Crossover mehrere Alben unter eigenem Namen mit einer Mischung von Jazz, Klassik und orientalischer Musik vor; daneben veröffentlichte sie auch im Bereich der Neuen Improvisationsmusik. Auch schrieb sie den Soundtrack für den Film Histoires tunisiennes, der 2012 veröffentlicht wurde und in dem sie auch als Darstellerin mitspielte.

## Diskographische Hinweise
- The 'Jazz' Album (2014)[3]
- Fusion (2016)[4]
- Agustí Fernández & Yasmine Azaiez: Revelation (Fundacja Słuchaj, 2016)
- Fabilus (2017)[5],
- Everyday Things (Sirulita 2019)[6]
- African Yasmine (2020, EP)[7]